# Корчмар Кирило Олегович
Кирило Олегович Корчмар  
(нар. 5 жовтня 1998, Україна) — український танцюрист, багаторазовий чемпіон України та світу зі спортивних бальних танців, майстер спорту України, громадський діяч. Президент Одеського обласного відокремленого підрозділу Громадської організації «Федерація Національна Танцювальна Ліга Спортивного Танцю та Танцювального Спорту України», волонтер благодійного фонду FNDL FOUNDATION.

## Біографія
Кирило Корчмар народився 5 жовтня 1998 року. Спортивною кар’єрою займається з дитинства, до 2021 року представляв Одеську ДЮСШ №1, але з 2024 року разом із дружиною Анною відкрив власний танцювальний клуб під назвою "Sparks". Спеціалізується на європейській (стандартній) програмі, латиноамериканській програмі та десяти танцях (10Т).

## Спортивна кар'єра

### Чемпіонати та нагороди
- Чемпіон світу IDSA зі стандартних танців (2021).
- Дворазовий чемпіон України з десяти танців (2019, 2020).
- Призер чемпіонатів Європи:

```
 - Четверте місце на чемпіонаті Європи в стандартних танцях (2020).
 - Третє місце на чемпіонаті Європи з латиноамериканських танців (2019).
```

- Переможець Кубку світу в танцях стандартної програми (2020).
- П’ятиразовий лауреат муніципальної премії «Спортивна столиця» Одеського міського голови (2017, 2018, 2019, 2020, 2021).
- Чемпіон України з латиноамериканських танців (2020).
- Чемпіон України в європейській програмі (2021).
- Призер міжнародних турнірів (Кубок України, турніри IDSA, 2018-2021).

Кирило Корчмар брав участь у багатьох міжнародних турнірах, виборюючи призові місця та представляючи Україну на світовому рівні.

## Громадська діяльність
Кирило Корчмар активно займається розвитком спортивного танцю в Україні. Він є президентом Одеського обласного відокремленого підрозділу ГО «Федерація Національна Танцювальна Ліга Спортивного Танцю та Танцювального Спорту України», де займається популяризацією танцювального спорту, організацією змагань та тренерською діяльністю.
Також він є волонтером благодійного фонду FNDL FOUNDATION, активно підтримуючи соціальні ініціативи.

## Відзнаки та нагороди
- Майстер спорту України.
- Переможець національних та міжнародних чемпіонатів.
- Чемпіон світу IDSA зі стандартних танців (2021).
- Дворазовий чемпіон України з десяти танців (2019, 2020).
- Призер чемпіонатів Європи (2020-2021): 1-4 місця.
- Переможець Кубку світу в танцях стандартної програми (2020).
- Чемпіон України з латиноамериканських танців (2020).
- Чемпіон України в європейській програмі (2021).
- П’ятиразовий лауреат муніципальної премії «Спортивна столиця» Одеського міського голови (2017-2021).